# Локса
Ло́кса (эст. Loksa) — городской муниципалитет в уезде Харьюмаа, Эстония.

## География и описание
Самый северный город Эстонии. Расположен на берегу Финского залива Балтийского моря в 60 км к востоку от Таллина. Площадь — 3,82 км². Высота над уровнем моря — 11 метров.
В окрестностях города есть множество достопримечательностей, красивые озёра, город окружает сосновый лес — часть национального парка Лахемаа.  
Климат умеренный. Официальный язык — эстонский. Почтовые индексы: 74801, 74805—74807.

## История
Годом рождения Локса считается 1629 год, когда в церковной хронике прихода Куусалу был упомянут ремонт церкви Локса. 
Город Локса возник на землях деревни Локса, первые упоминания о которой относятся к 1687 году.
В 1879 году местный граф Стенбок построил в Локса небольшой кирпичный завод, и кирпич из местной глины оказался настолько хорош, что его стали вывозить морем (для чего был построен порт) в Ригу, Кронштадт, Хельсинки. По легенде, 50 процентов домов столицы Финляндии выстроены из локсаского кирпича.
В 1905 году граф Стенбок построил порт близ устья реки и проложил конно-железную дорогу между портом и кирпичным заводом. Кроме кирпича, через порт вывозили пиломатериалы в Англию и картон фабрики Йоавески — в Данию. Тогда же Стенбок построил эллинг и стал строить и ремонтировать парусники и лодки.
В 1948 году Локса получил статус посёлка. В 1950–1957 годах Локса был центром Локсаского района.
В ходе административно-территориальной реформы 2017 года город не был объединён с соседними муниципалитетами, хотя его население было значительно ниже установленного порогового значения в 5 тысяч человек.

## Население
По данным переписи населения 2021 года, в Локса насчитывалось 2615 жителей, из них 840 (32,3 %) — эстонцы.
Численность населения Локса по данным переписей населения:
| Год  | 1989 | 2000   | 2011   | 2021   |
| ---- | ---- | ------ | ------ | ------ |
| Чел. | 4315 | ↘ 3494 | ↘ 2759 | ↘ 2615 |

## Инфраструктура
В Локса работают гимназия, детский сад, Центр культуры с детской музыкальной школой, три продуктовых магазина, магазин строительных материалов, кафе, центр семейных врачей, дом престарелых. В городе есть спортивный центр с бассейном. До 2012 года в Локса работала больница (с 2004 года предлагавшая только услуги по уходу), до июля 2016 года — оздоровительный центр.
Локсаская гимназия была основана 1 сентября 2010 года, когда объединились Локсаская средняя школа № 1 с эстонским языком обучения (в 2002/2003 учебном году 318 учеников, в 2009/2010 учебном году — 208 учеников) и Локсаская Русская гимназия (в 2002/2003 учебном году 333 ученика, в 2009/2010 учебном году — 171 ученик).

## Религия
В городе действуют: 
- православная церковь святого праведного Иоанна Кронштадтского (перестроена в начале 2000-х из здания детского сада);
- лютеранская церковь святой Девы Марии[22] (была построена в 1847—1853 годах);
- дом молитвы, которым пользуется Локсаская баптистская община;
- Зал царства свидетелей Иеговы.

## Известные уроженцы
- Ильмар Микивер (эст. Ilmar Mikiver, 1920—2010) — эстонский журналист и критик.
- Максим Ликсутов — руководитель Департамента транспорта и развития дорожно-транспортной инфраструктуры города Москвы.
- Олев Микивер (эст. Olev Mikiver, 1922—1994) — эстонский художник[23].

## Галерея
- Гимназия Локса
- Культурный центр
- Автобусная станция
- Здание городской управы Локса
- Въезд в город зимой
- Судостроительная верфь
- Улица Рохуайя
- Лютеранская церковь святой Девы Марии
- Алтарь лютеранской церкви святой Девы Марии
- Православная церковь Иоанна Кронштадтского
- Братская могила советских военных моряков до 2023 года
- Братская могила советских военных моряков после демонтажа памятника, октябрь 2023 года
- Река Валгейыги в Локса осенью
- Река Валгейыги в Локса зимой

### Комментарии
1. ↑  Эстонские топонимы, оканчивающиеся на «-а», не склоняются (исключение — Нарва)